# Jamāyrān
Jamāyrān (persiska: جمايران) är en ort i Iran.   Den ligger i provinsen Ardabil, i den nordvästra delen av landet, 400 km nordväst om huvudstaden Teheran. Jamāyrān ligger 1 351 meter över havet och antalet invånare är 421.
Terrängen runt Jamāyrān är kuperad åt nordväst, men åt sydost är den platt. Runt Jamāyrān är det ganska tätbefolkat, med 139 invånare per kvadratkilometer. Närmaste större samhälle är Omīdcheh, 17,5 km söder om Jamāyrān. Trakten runt Jamāyrān består till största delen av jordbruksmark.